# Al-Daih
al-Daih (arabiska: الديه) är en by i norra Bahrain. Den ligger öster om Budaiya, och väster om huvudstaden Manama. Den har delar inom både Huvudstadsprovinsen och Norra provinsen. Byn är övervägande shiamuslimsk. 